# Resolutie 2123 Veiligheidsraad Verenigde Naties
Resolutie 2123 van de Veiligheidsraad van de Verenigde Naties werd op 12 november 2013 unaniem aangenomen door de VN-Veiligheidsraad. Ze vernieuwde het mandaat van de Europese stabilisatiemacht in Bosnië en Herzegovina voor een jaar.

## Achtergrond
In 1980 overleed de Joegoslavische leider Tito, die decennialang de bindende kracht was geweest tussen de zes deelstaten van het land. Na zijn dood kende het nationalisme een sterke opmars, en in 1991 verklaarden verschillende deelstaten zich onafhankelijk. Zo ook Bosnië en Herzegovina, waar in 1992 een burgeroorlog ontstond tussen de Bosniakken, Kroaten en Serviërs. Deze oorlog, waarbij etnische zuiveringen plaatsvonden, ging door tot in 1995 vrede werd gesloten. Hierop werd de NAVO-operatie IFOR gestuurd die de uitvoering ervan moest afdwingen. Die werd in 1996 vervangen door SFOR, die op zijn beurt in 2004 werd vervangen door de Europese operatie EUFOR Althea.

## Inhoud

### Waarnemingen
Het was de bedoeling dat Bosnië en Herzegovina zou integreren met de westerse landen. Daarvoor was een overgang naar een functioneel modern democratisch Europees land noodzakelijk.
EUFOR Althea werkte met succes aan het versterken en opleiden van 's lands eigen veiligheidsdiensten en versterkte ze wanneer de situatie dat vereiste. Op 21 oktober 2013 hadden de Europese ministers van buitenlandse zaken ook beslist dat de missie een militaire rol zou blijven spelen.
Voorts werd aangedrongen op de afwerking van de 5+2-agenda die als voorwaarde gold voor de sluiting van het Kantoor van de Hoge Vertegenwoordiger. Vooruitgang op dat vlak was uitgebleven. De leiders van Bosnië en Herzegovina werden opgeroepen zich te onthouden van opruiende retoriek.

### Handelingen
Het vredesakkoord en het Verdrag van Dayton werden nog eens onderschreven.
Het initiatief van de Europese Unie om haar militaire operatie EUFOR Althea te verlengen tot november 2013 werd met open armen ontvangen. De betrokken landen kregen bij deze toestemming om de EU-missie alsook het NAVO-hoofdkwartier nog zeker twaalf maanden in Bosnië en Herzegovina te houden. EUFOR Althea was de voornaamste stabiliserende factor in dat land in het kader van het militaire luik van het vredesakkoord. Daarbij kregen ze ook opnieuw toestemming om de uitvoering en naleving van de bijlagen °1a en °2 (de militaire aspecten — onder meer de controle van het luchtruim — en de grenzen) van het vredesakkoord met de nodige middelen af te dwingen.

## Verwante resoluties
- Resolutie 2074 Veiligheidsraad Verenigde Naties (2011)
- Resolutie 2081 Veiligheidsraad Verenigde Naties (2012)
- Resolutie 2183 Veiligheidsraad Verenigde Naties (2014)
- Resolutie 2247 Veiligheidsraad Verenigde Naties (2015)

Lijst ·  2086 ·  2087 ·  2088 ·  2089 ·  2090 ·  2091 ·  2092 ·  2093 ·  2094 ·  2095 ·  2096 ·  2097 ·  2098 ·  2099 ·  2100 ·  2101 ·  2102 ·  2103 ·  2104 ·  2105 ·  2106 ·  2107 ·  2108 ·  2109 ·  2110 ·  2111 ·  2112 ·  2113 ·  2114 ·  2115 ·  2116 ·  2117 ·  2118 ·  2119 ·  2120 ·  2121 ·  2122 ·  2123 ·  2124 ·  2125 ·  2126 ·  2127 ·  2128 ·  2129 ·  2130 ·  2131 ·  2132